# 牛尾奈緒美
牛尾 奈緒美（うしお なおみ、旧姓：中村、1961年〈昭和36年〉3月8日 - ）は、日本の経営学者。明治大学副学長、情報コミュニケーション学部教授、同学部ジェンダー・センター副センター長。専門は経営学、人的資源管理論、ジェンダー・マネジメント。ホリプロ所属。元フジテレビアナウンサー。

## 来歴
静岡県清水市（現在の静岡市清水区）出身。静岡雙葉高校、慶應義塾大学文学部仏文学専攻卒業後、1983年フジテレビに入社。アナウンサーとしてニュースや情報番組のキャスターを務める。1989年に退社後は専業主婦となるが、慶應義塾大学大学院経営管理研究科修士課程に進学、MBA取得。慶應義塾大学大学院商学研究科経営学専攻博士課程単位取得満期退学。1998年、公募で明治大学専任講師に採用される。2003年助教授、2009年教授、2016年副学長。また、テレビの報道番組のコメンテーターをはじめ、新聞、雑誌、講演等、多方面で活動を展開している。安倍晋三・昭恵夫妻とは親戚関係にある。
内閣府男女共同参画推進連携会議有識者議員、地方創生IT利活用推進会議政策企画ワーキンググループ構成員、JXホールディングス株式会社監査役、株式会社セブン銀行監査役、株式会社共同通信社コンプライアンス委員会外部委員、株式会社静岡銀行アドバイザリー・ボード(経営諮問委員)、公益財団法人通信文化協会評議員、公益社団法人セーブ・ザ・チルドレン・ジャパン理事などを務める。
娘がいる。

## 人物
- 日本企業における女性活用問題と雇用システムについて研究し、働く女性の能力発揮の問題に取り組んでいる[1]。
- アクセンチュアが主催した公開討論で安倍昭恵と対談し、同じお嬢様育ちで伝統的な形でのお嫁さんでありながら、「自分って何だろう？」って考え続けてきた数十年だと語るほど[8]自分探しや自己啓発に熱心で、明治大学の学外向け『女性のための スマートキャリアプログラム』の講座コーディネーターを務める[15]。
- ロレアル・ジャパンが石巻市で主催した "なりたい自分にきっとなれる" と題した特別公開トークセッションで、東日本大震災以来、同地方に足繁く赴く安倍昭恵とともにスピーカーを務め、「夢を実現するには家族や周りの人の協力も欠かせない。家庭との両立は簡単ではないけれど、感謝の心と誠実さをもって接すれば自ずと道は拓けます」と、同市内の婦人会や老人会婦人部の参加者に力説した[16]。
- 一般社団法人営業部女子課の会が主催する『WAW! 2015』に[17]、「女性が輝く社会」に向けたメッセージを安倍首相らとともに寄せた[18]。
- 義父にあたる牛尾治朗はウシオ電機の創業者で同社会長である。治朗の長女[19]は外務大臣や自民党幹事長などを歴任した安倍晋太郎の長男・安倍寛信に嫁いだ。
- レプロ東京マネージャーの牛尾美湖は娘[20]。

## 出演番組
アナウンサー時のキャスターとしての出演
報道・情報番組
| 番組名                  | 番組放送・担当期間           | 備考           |
| ----------------------- | ---------------------------- | -------------- |
| 荒川強啓のらくらくTOKIO | 1985年4月1日 - 1986年3月28日 |                |
| FNNモーニングコール     | 1987年4月1日 - 同年9月30日   | 交替での担当   |
| FNNスピーク             | 1988年4月4日 - 同年12月29日  | 月～木曜日担当 |

報道・情報番組以外
- 包丁人味平
- テレビ美術館

コメンテーターとしての出演
| 番組名                                | 出演期間              | 備考                                                                                          |
| ------------------------------------- | --------------------- | --------------------------------------------------------------------------------------------- |
| ザ・ワイド（日本テレビ・讀賣テレビ）  | 1993年4月 - 2007年9月 | 出演曜日不明                                                                                  |
| NNN Newsリアルタイム（日本テレビ）    | 2008年 - 2009年       | 隔日での出演                                                                                  |
| 報道ステーション SUNDAY（テレビ朝日） | 2011年                | かつて、フジテレビの同僚である長野智子がメインキャスターを担当（番組自体は2017年3月まで放送） |
| ウェークアップ!ぷらす（讀賣テレビ）   | 2013年                | 不定期にて出演                                                                                |
| サンデースクランブル（テレビ朝日）    | 2014年                | 不定期にて出演                                                                                |

## 系譜
```
　　　　　　　　　　　　　　　　　　　　　　　　　(中村)奈緒美
　　　　　　　　　　　　　　　　　　　　　　　　　　　　┃
　　　　　　　　　　　　　　　　　　　　　　　　　　┏牛尾志朗
　　　　　　　　　　　　　　　　　　　　┏牛尾治朗━┫
　　　　　　　　牛尾梅吉━━牛尾健治━━┫　　　　　┗幸子
　　　　　　　　　　　　　　　　　　　　┗牛尾吉朗　　　┃
　　　　　　　　　　　　　　　　　　　　　　　　　　　　┃
　　　　　　　　　　┏岸秀助━━岸信介━┳岸信和　　　　┃
　　　　　　　　　　┃　　　　　　　　　┃　　　　　　　┃
　　　　　　岸要蔵━┫　　　　　　　　　┗洋子　　　　　┃
　　　　　　　　　　┃　　　　　　　　　　　┃　　　┏安倍寛信
　　　　　　　　　　┗岸信政━━良子　　　　┃　　　┃
　　　　　　　　　　　　　　　　　　　　　　┣━━━╋安倍晋三
　　　　　　　　　　　　　　　　　　　　　　┃　　　┃
　　　　　　　　　　　　　　　　　　　　　　┃　　　┗岸信夫
　　　　　　　　安倍寛━━━━━━━━━━安倍晋太郎

```

## 著書
- 『ラーニング・リーダーシップ入門』（志村光太郎・石川公彦との共著）日本経済新聞出版社、2011年9月。
- 『女性リーダーを組織で育てるしくみ』（志村光太郎との共著）中央経済社 2014年8月。